# كابوتي (مدينة)
كابوتي هي مدينة من مدن هايتي. يبلغ عدد سكانها 15,086 نسمة وذلك حسب إحصائيات سنة 2003. يبلغ ارتفاع المدينة عن سطح البحر قرابة 112 متر.